# NGC 1530
NGC 1530 est une galaxie spirale barrée située dans la constellation de la Girafe. NGC 1530 a été découverte par l'astronome allemand Wilhelm Tempel en 1876.

## Caractéristiques
La classe de luminosité de NGC 1530 est II et elle présente une large raie HI. De plus, c'est une galaxie du champ, c'est-à-dire qu'elle n'appartient pas à un amas ou un groupe et qu'elle est donc gravitationnellement isolée.
En raison d'une brillance de surface égale à 14,10 mag/am2, on peut qualifier NGC 1530 de galaxie à faible brillance de surface (LSB en anglais pour low surface brightness). Les galaxies LSB sont des galaxies diffuses (D) avec une brillance de surface inférieure de moins d'une magnitude à celle du ciel nocturne ambiant.

### Distance
Sa vitesse par rapport au fond diffus cosmologique est de 2 395 ± 5 km/s, ce qui correspond à une distance de Hubble de 35,3 ± 2,5 Mpc (∼115 millions d'al).
À ce jour, 14 mesures non basées sur le décalage vers le rouge (redshift) donnent une distance de 20,714 ± 5,726 Mpc (∼67,6 millions d'al), ce qui est nettement à l'extérieur des valeurs de la distance de Hubble. Notons cependant que c'est avec la valeur moyenne des mesures indépendantes, lorsqu'elles existent, que la base de données NASA/IPAC calcule le diamètre d'une galaxie et qu'en conséquence le diamètre de NGC 1530 pourrait être d'environ 53,9 kpc (∼176 000 al) si on utilisait la distance de Hubble pour le calculer.

### Morphologie
NGC 1530 a été utilisée par Gérard de Vaucouleurs comme une galaxie de type morphologique SB(rs)b dans son atlas des galaxies,.

### Luminosité dans l'infrarouge
La luminosité de la galaxie NGC 1530 dans l'infrarouge lointain (de 40 à 400 µm)  est égale à 4,07 × 1010 {\displaystyle L_{\odot }} (1010,61{\displaystyle L_{\odot }}) et sa luminosité totale dans l'infrarouge (de 8 à 1 000 µm) est de 5,01 × 1010 {\displaystyle L_{\odot }} (1010,70{\displaystyle L_{\odot }}).

## Galerie

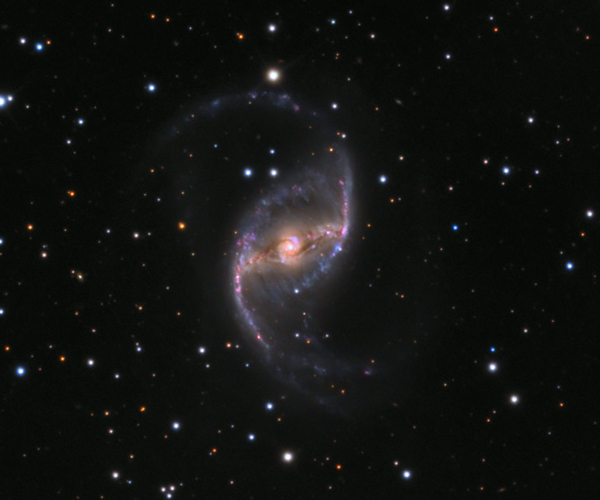
NGC 1530 par Adam Block (Mount Lemmon Sky Center).
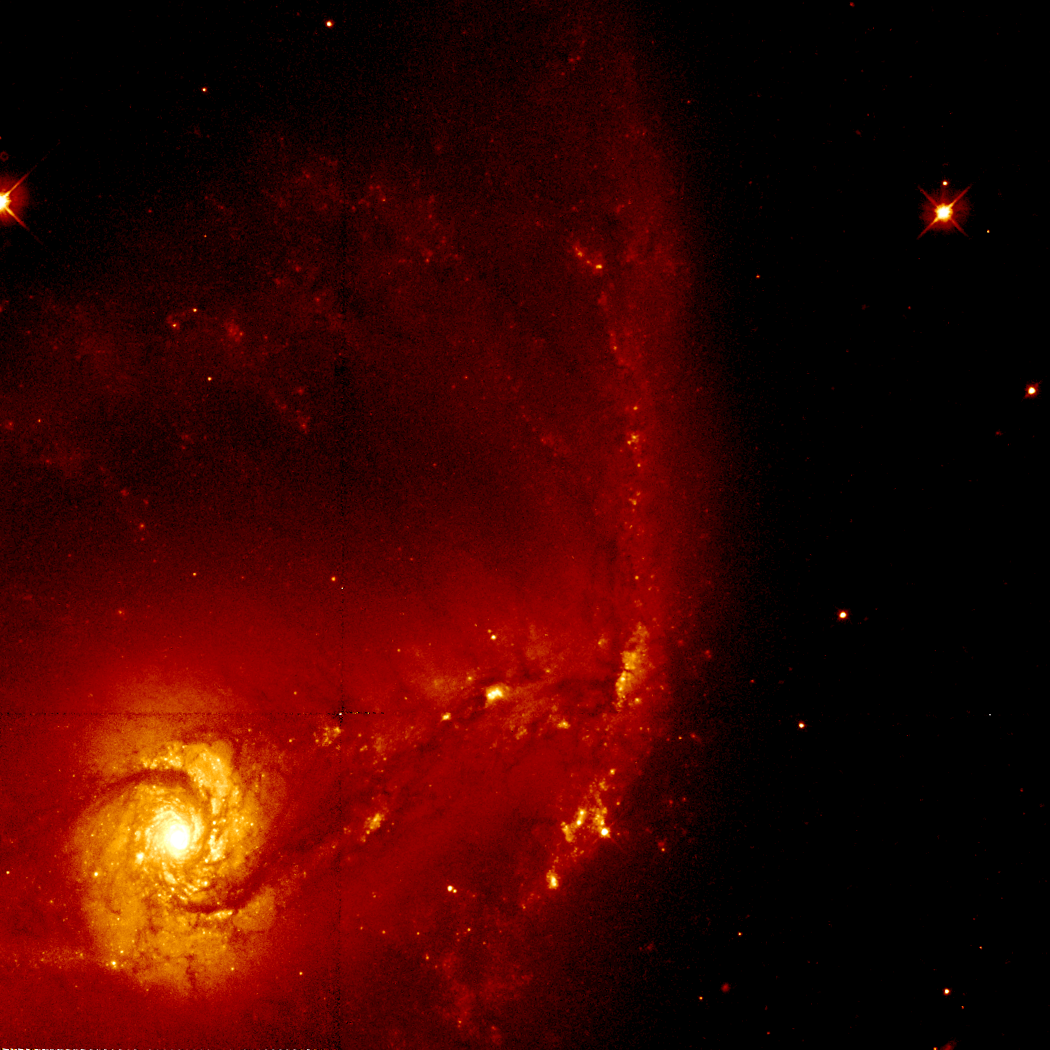
NGC 1530 par le télescope spatial Hubble.